# Калин (песник)
Калин је био хеленски песник из Ефеса и најстарији познати аутор елегија. Од целокупног његовог песништва сачуван је само један већи одломак.
Почетком 7. века п.н.е у Фригију и Лидију су упали Кимерани и Трери и нападали хеленска насеља, између осталих и Ефес. Подстакнут родољубљем Калин је у својим елегијама храбрио и подстицао на борбу Ефешане и критиковао равнодушност неких својих суграђана.
Калин најхрабрије војнике види као полубогове, а највећу могућу част у смрти на бојном пољу. На тај начин он јуначки етос из Хомерових епова преноси у реалну садашњост.